# El Tunal (Tarija)
El Tunal ist eine Ortschaft im Departamento Tarija im südamerikanischen Andenstaat Bolivien.

## Lage
El Tunal liegt in der Provinz Burnet O’Connor und ist der zweitgrößte Ort des Cantón Huayco im Municipio Entre Ríos. El Tunal liegt auf einer Höhe von 1530 m am rechten, südlichen Ufer des Río Portillo, der hier in östlicher Richtung fließt. Der Subkanton El Tunal besteht aus den vier Ortsteilen Yesal (72 Einwohner), Acheral (158 Einwohner), Portillo (159 Einwohner) und Tunal (10 Einwohner).

## Geographie
El Tunal liegt günstig zwischen den verschiedenen Klimazonen des Landes, am Rande der Anden in einer Höhe von rund 2000 m, so dass meist mildes und angenehmes Wetter herrscht (siehe Klimadiagramm Tarija). In der Regenzeit zwischen Dezember und Februar (Sommermonate) kommt es häufig zu wolkenbruchartigen Gewittern. Der Rest des Jahres ist ausgesprochen niederschlagsarm.

## Verkehrsnetz
El Tunal liegt in einer Entfernung von 99 Straßenkilometern östlich von Tarija, der Hauptstadt des Departamentos.
Durch Tarija verläuft in Nord-Süd-Richtung die Nationalstraße Ruta 1, die das bolivianische Hochland von Norden nach Süden durchquert und von Desaguadero an der Grenze zu Peru über die Metropolen El Alto, Oruro und Potosí nach Tarija führt, und von dort weiter nach Bermejo an der Grenze zu Argentinien.
Acht Kilometer südöstlich des Stadtzentrums von Tarija zweigt die Nationalstraße Ruta 11 in östlicher Richtung von der Ruta 1 ab und führt über Junacas Sur und Canaletas nach Entre Ríos und weiter über Palos Blancos, Villamontes und Ibibobo nach Cañada Oruro an der Grenze zu Paraguay.
In Canaletas zweigt eine Nebenstrecke in nördlicher Richtung ab und führt über Narváez und El Tunal nach San Josecito.

## Bevölkerung
Die Einwohnerzahl der Ortschaft ist in dem Jahrzehnt zwischen den beiden letzten Volkszählungen leicht zurückgegangen:
| Jahr | Einwohner         | Quelle       |
| ---- | ----------------- | ------------ |
| 1992 | keine Detaildaten | Volkszählung |
| 2001 | 428               | Volkszählung |
| 2012 | 399               | Volkszählung |
| 2024 |                   | Volkszählung |

Die Region um Entre Ríos herum ist heute noch eines der Kerngebiete des Guaraní-Volkes, das seit Jahrtausenden das Paraná-Becken besiedelt.